# 大连大学附属中山医院
大连大学附属中山医院创立于1907年4月1日，是一所集医疗、科研、教学、预防、保健、康复为一体的大型综合三级甲等医院，位于中华人民共和国辽宁省大连市中山区解放街6号，医院建筑面积20万平方米，拥有床位2208张。

## 历史沿革

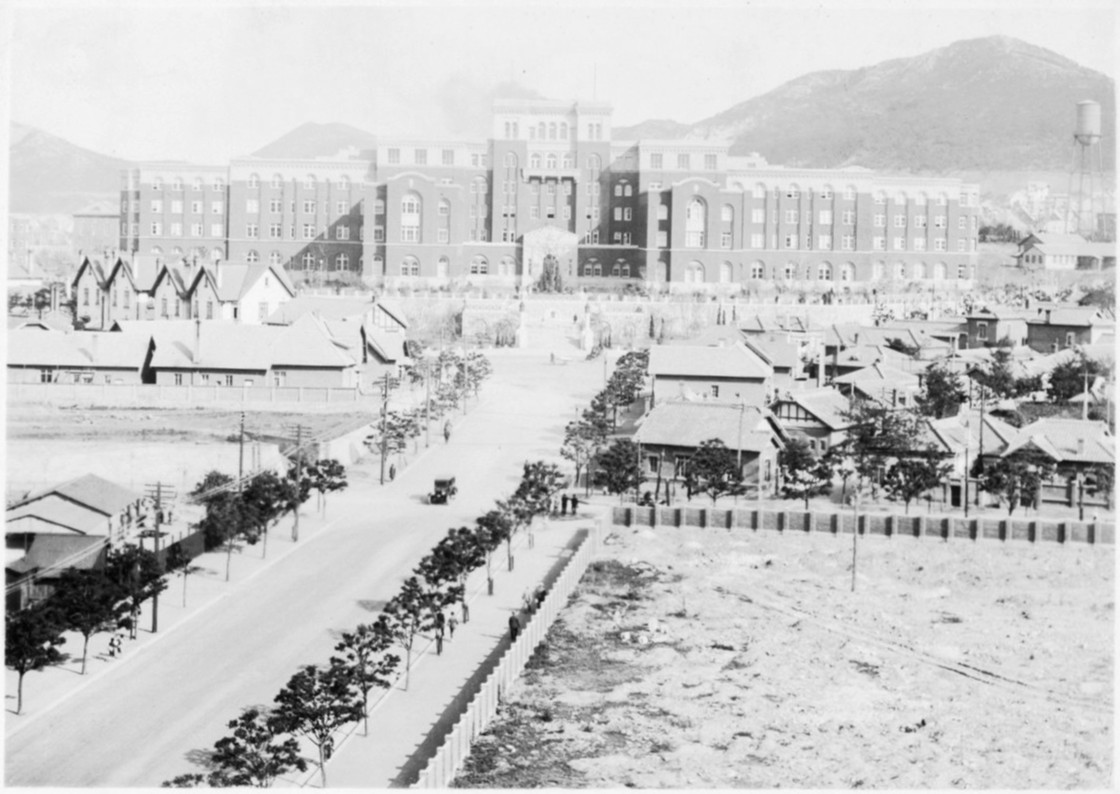
滿鐵大連醫院

前身为1907年由日本人建立的南满洲铁道株式会社大连病院，1929年4月1日改称日本财团法人大连医院，1945年12月苏联接管中东铁路和旧南满铁路两线后改称中国长春铁路大连中央医院，1950年12月改为中国长春铁路大连总医院。
1953年1月，中国收回中长铁路并成立哈尔滨铁路管理局，中长铁路大连总医院改称哈尔滨铁路局大连医院，1956年1月沈阳铁路管理局成立后改为沈阳铁路局大连医院，2005年11月移交地方，称大连大学附属中山医院。

## 科室设置
大连大学附属中山医院设有98个临床及医技科室，47个专家门诊，35个特色门诊，25个教研室，1个临床技能培训中心。